# Beikthano-myo

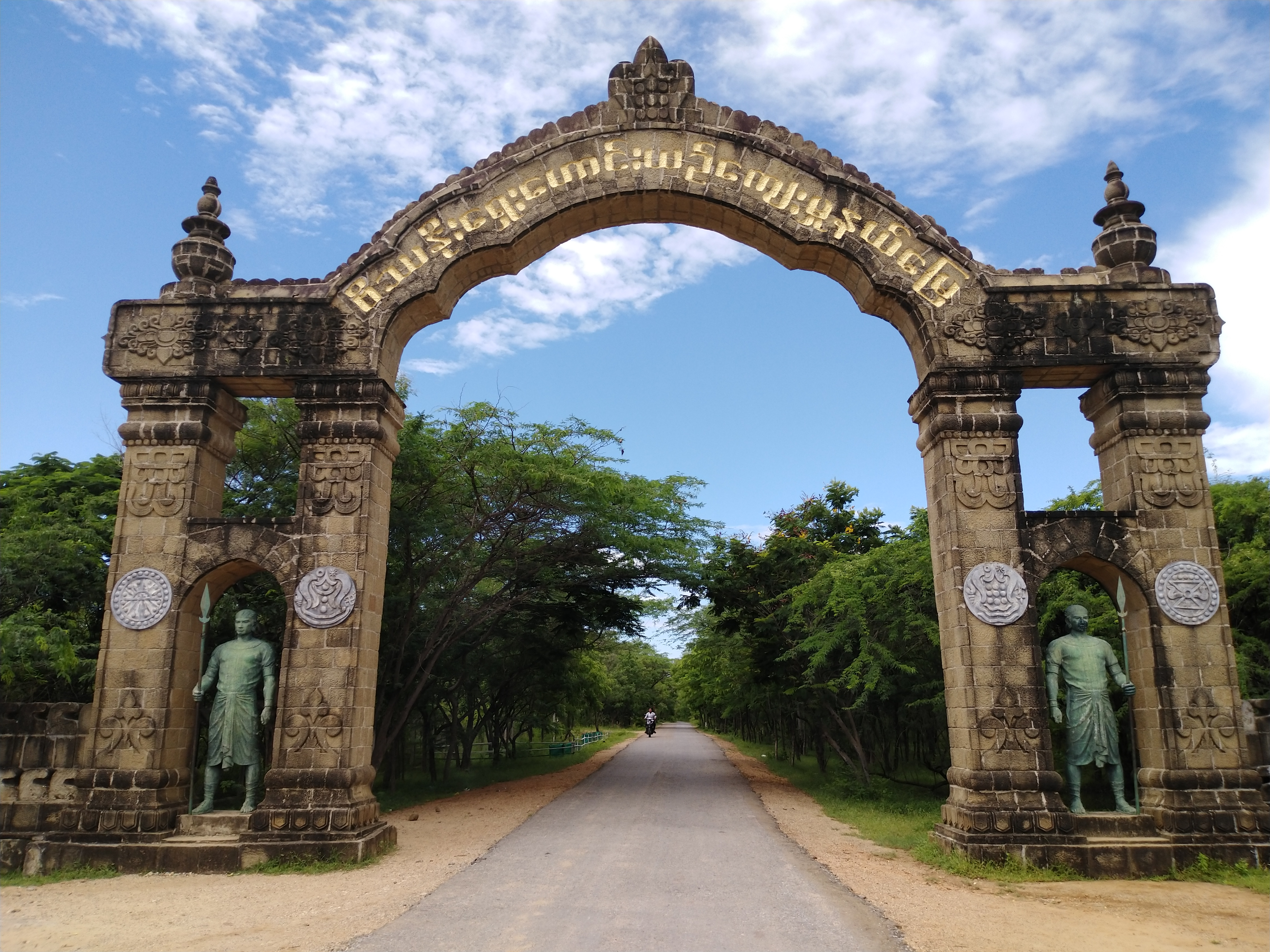
Zugangstor

Beikthano-myo (birmanisch ဗိဿနိုး; BGN/PCGN: bithano; Stadt des Vishnu) ist eine Ruinenstadt im heutigen Myanmar (Birma). Es handelt sich um eine der wichtigsten Orte der Pyu, die hier im ersten nachchristlichen Jahrtausend lebten.

## Lage und Allgemeines

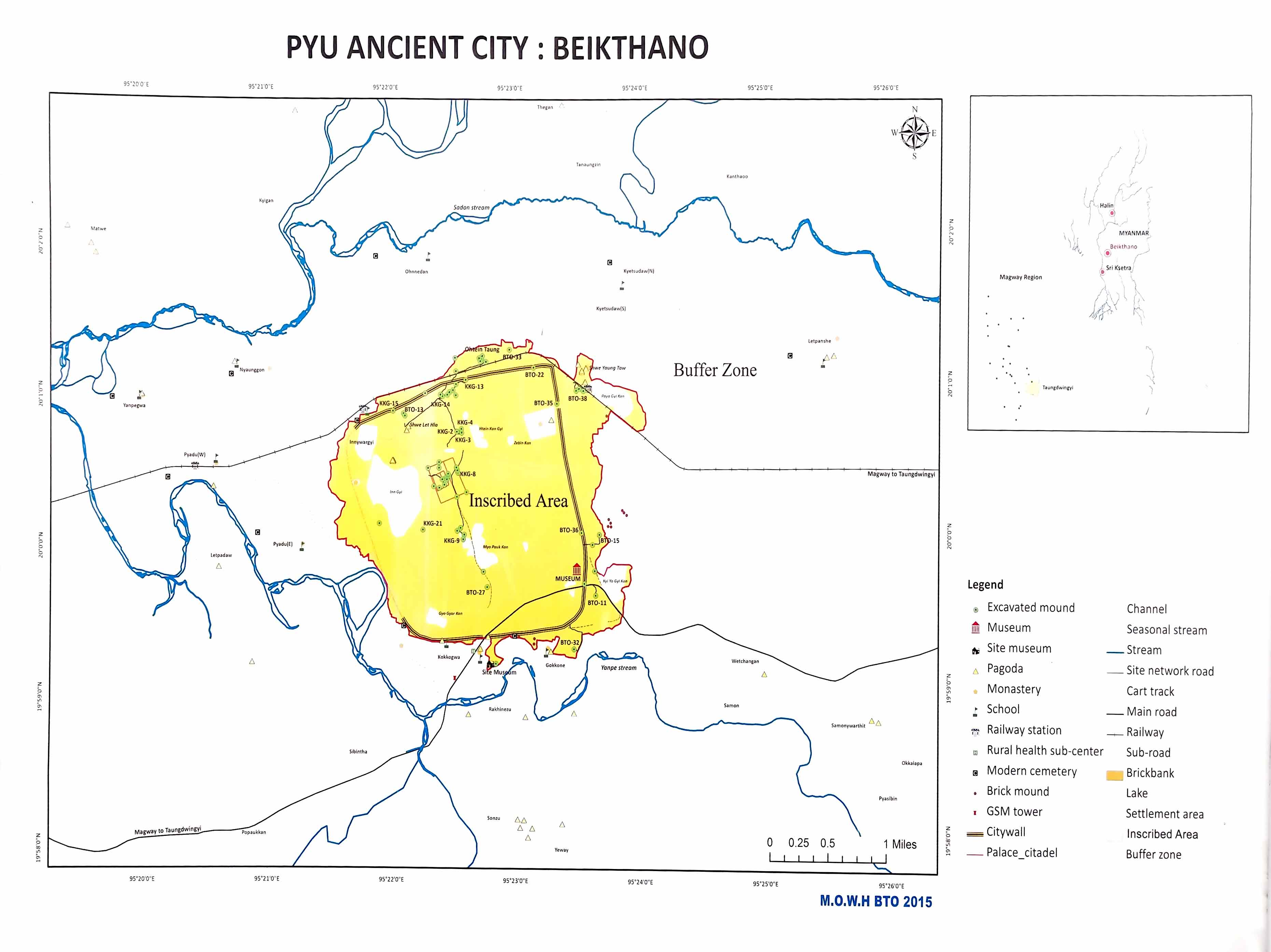
Karte der Ruinenstadt

Beikthano-myo liegt etwa 20 km westlich der Stadt Taungdwingyi in der heutigen Magwe-Division. Die Stadt hat eine rechteckige Form und war an allen Seiten von einer Ziegelmauer umgeben, die heute noch teilweise zwei Meter hoch ansteht. Im Zentrum der Stadt fand sich eine große Palastanlage oder Zitadelle. Ausgrabungen zeigten, dass das ganze Stadtgebiet von Stupas, buddhistischen Klöstern, Totenhäusern und anderen Gebäuden bedeckt war. Diese waren meist aus Ziegeln erbaut, während die Wohnbebauung in Holz erfolgte und dementsprechend wenig Spuren hinterließ.
Es fanden sich am Ort so gut wie keine Inschriften oder Buddhafiguren, so dass es sich wohl um eine der frühsten Pyu-Orte handelt, der vom ersten bis zum 5. Jahrhundert blühte. Vor allem Figuren sind eventuell beim Verlassen der Stadt an andere Orte mitgenommen worden. Weitere wichtige Funde sind zahlreiche Urnen, die teilweise in Tempeln deponiert worden sind. Die Stadt spielt in birmanischen Sagen und Mythen eine wichtige Rolle.
An dem Ort wurde von 1959 bis 1962 gegraben. Die Untersuchungen konzentrierten sich auf 25 Ziegelstrukturen, die als KKG1-KKG25 durchnummeriert worden sind.

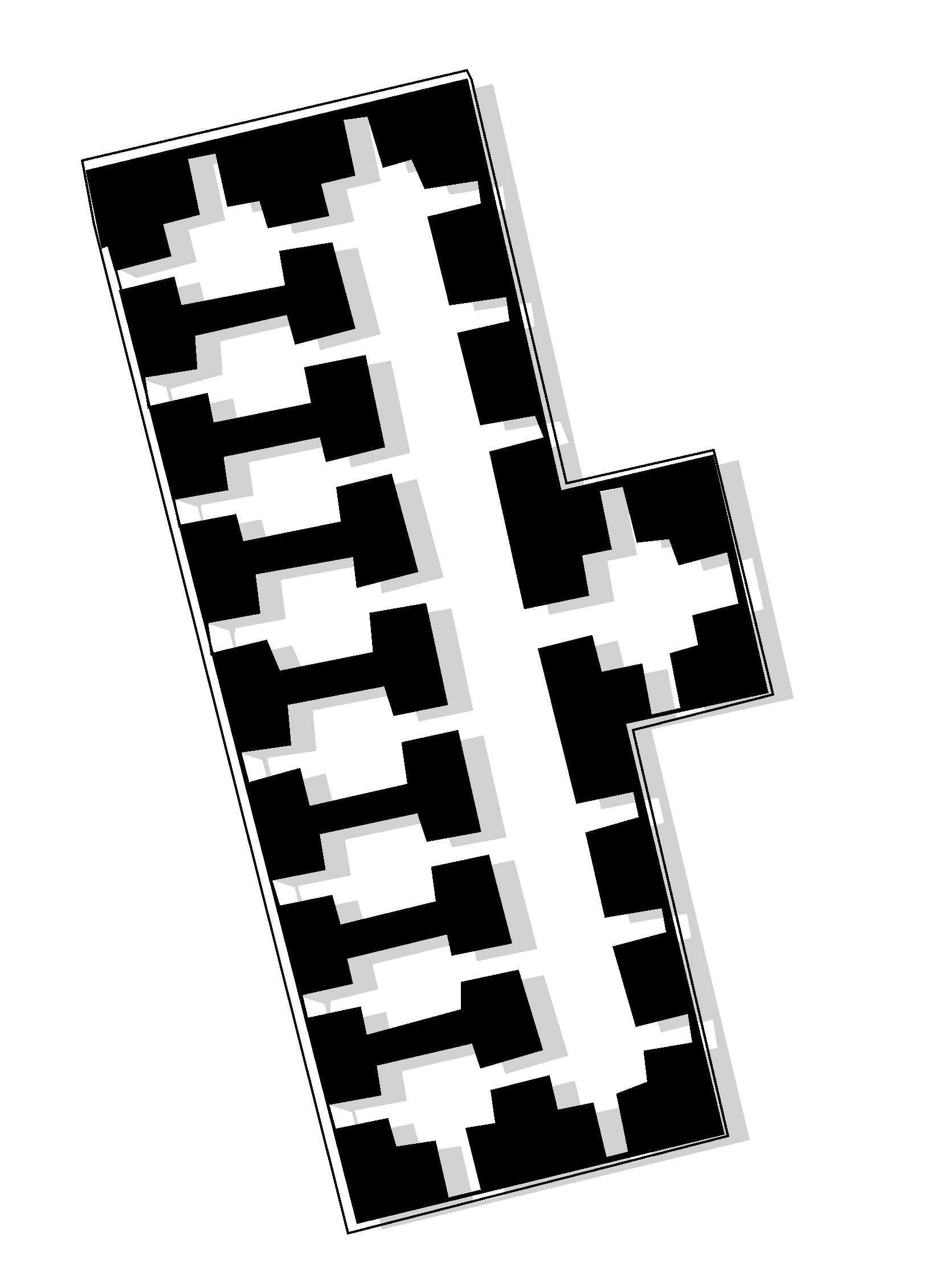
Kloster (KKG2), die Mönchszellen

KKG1 war ein Totenhaus mit mehreren Räumen, in dessen Boden Urnen vergraben wurden. KKG2-4 war wohl eine Klosteranlage, die aus dem Kloster mit einem langen Gemeinschaftsraum und den Mönchszellen, einer Stupa und einem Schrein bestand. KKG5 fand sich innerhalb des Palastbezirks und es wird vermutet, dass es sich hier um den Thronsaal handelt, der in Ziegel errichtet worden ist, während die Wohnbauten des Palastes wohl aus Holz bestanden. Hier fand sich besonders viel Importkeramik. Ein anderes interessantes Gebäude war KKG11, bei dem es sich um ein weiteres Totenhaus handelt. Die Halle ist mit 25 Mal 15 Metern besonders groß und es ist vermutet worden, dass hier einige Könige bestattet wurden. Die Halle war von Säulen gestützt. Die Urnen im Boden fanden sich meist in Dreiergruppen (König, Königin und Nebenfrau?).

## Die Gründungslegende
Die Legende zur Stadtgründung ist in der Glas-Palast-Chronik überliefert. Eine Königin setzte ihre beiden Söhne aus, da sie blind waren. Die Kinder wurden von der Hexe und Menschenfresserin Sandmukhi gefunden. Bevor sie sich an den beiden vergehen konnte, fingen Soldaten die Hexe ein. Diese flehte um Gnade und versprach den Kindern das Augenlicht zu geben, was sie auch tat. Die Prinzen gingen nach Yahthemoyo, wo der ältere die Prinzessin Badayee heiratete. Er wurde König der Pyu. Einer ihrer Nachfolger war Duttabaung, der Sri Ksetra gründen sollte.
Die Hexe, die nun freigelassen war, hatte von dem anderen der beiden Prinzen eine Tochter mit Namen Panthwar. Als nun der ältere Bruder starb, wurde der jüngere König von Pyu und heiratete die Prinzessin Badayee. Die Hexe flüchtete darauf mit ihrer Tochter. Ein Einsiedler, der die beiden sah, meinte, dass die Hexe ein Kind entführt habe. Er jagte die Hexe fort und zog das Kind auf. Als sie erwachsen war, erschien Vishnu und erbaute für die junge Frau eine Stadt, in der sie über ein Königreich herrschen konnte. Die Stadt erhielt zwei Namen: Panthwar-myo (Stadt der Panthwar) und Beikthano-myo.
König Duttabaung von Sri Kresta vernahm von dem Reichtum der Stadt und zog gegen sie in den Krieg. Panthwar hatte aber einen Zaubergong, der die Heere schlug. König Duttabaung konnte den Gong jedoch vernichten und eroberte die Stadt. Er heiratete Prinzessin Panthwar, die sich an ihm rächte und sein drittes göttliches Auge zerstörte.
Zusammen mit anderen Ruinenorten in Myanmar wurde Beikthano-myo 1996 zum Weltkulturerbe vorgeschlagen und in der 38. Sitzung des UNESCO-Welterbekomitees am 22. Juni 2014 zusammen mit Halin und Sri Ksetra unter der Bezeichnung Historische Städte der Pyu in die Welterbeliste aufgenommen.
Koordinaten: 20° 0′ 0″ N, 95° 23′ 0″ O